# Амонте, Тони
Э́нтони Лью́ис Амо́нте (англ. Anthony Lewis Amonte; род. 2 августа 1970, Хингэм, Массачусетс, США), известный как То́ни Амонте — бывший американский хоккеист, нападающий. Амонте играл в НХЛ за клубы «Нью-Йорк Рейнджерс», «Чикаго Блэкхокс», «Финикс Койотис», «Филадельфия Флайерз» и «Калгари Флеймз».

## Биография

### Игровая карьера
Амонте был задрафтован в 1988 году клубом «Нью-Йорк Рейнджерс» под общим 68-м номером. Наибольших успехов добился как забивной нападающий в составе «Чикаго Блэкхокс», а также в матчах за национальную сборную США. Амонте дебютировал в НХЛ в плей-офф 1991 года. Произвел отличное впечатление как новичок в сезоне 1991-92, забросив более 30 шайб и заняв третье место в номинации на Колдер Трофи. Он провел в «Рейнджерс» три сезона, забросив в общей сложности 84 шайбы, после чего был обменян в «Чикаго Блэкхокс» незадолго до окончания регулярного сезона 1993-94. В «Чикаго» он стал настоящей «звездой», забросив больше 30 шайб в шести сезонах и больше 40 — в трех. Кроме того, в «Чикаго» Амонте в течение пяти сезонов подряд (с 1997 по 2002) не пропустил ни одного матча.
В составе сборной США Амонте выиграл Кубок мира—1996. Он забросил победную шайбу за две с половиной минуты до конца третьего периода в третьем финальном матче против сборной Канады.
Амонте начал сезон 2002-03 в составе «Финикс Койотис» и в конце сезона был обменян в клуб «Филадельфия Флайерз». 2 августа 2005 года как свободный агент он подписал контракт с «Калгари Флеймз». В составе «Калгари» в сезоне 2005-06 он забросил свою 400-ю шайбу в НХЛ. Это случилось 10 декабря 2005 года в матче против «Оттава Сенаторз».
В настоящее время Амонте занимает 11-е место среди игроков-американцев всех времен по общему количеству набранных очков в НХЛ (у него их 900). О завершении карьеры он объявил через свой официальный сайт www.tony-amonte.com.

### Достижения
- Член символической команды новичков НХЛ в 1992 году.
- Пятикратный участник Матча всех звёзд НХЛ: 1997, 1998, 1999, 2000 и 2001 г.г.
- Победитель Кубка мира по хоккею 1996 года.
- Серебряный призёр Зимних Олимпийских игр 2002 года в Солт-Лейк-Сити.

## Статистика
| Легенда | Легенда                    | Легенда | Легенда                   | Легенда | Легенда    |
| ------- | -------------------------- | ------- | ------------------------- | ------- | ---------- |
| И       | Количество проведённых игр | Штр     | Штрафное время            | +/−     | Плюс-минус |
| Г       | Голы                       | П       | Голевые передачи          | О       | Очки       |
| -       | Статистика неизвестна      | —       | Статистика не учитывалась |         |            |

## Семья
Сестра Тони Амонте — Келли Амонте Хиллер — тренер женской студенческой команды по лакроссу в Северо-западном университете.